# Maria Kaliszewska-Drozdowska

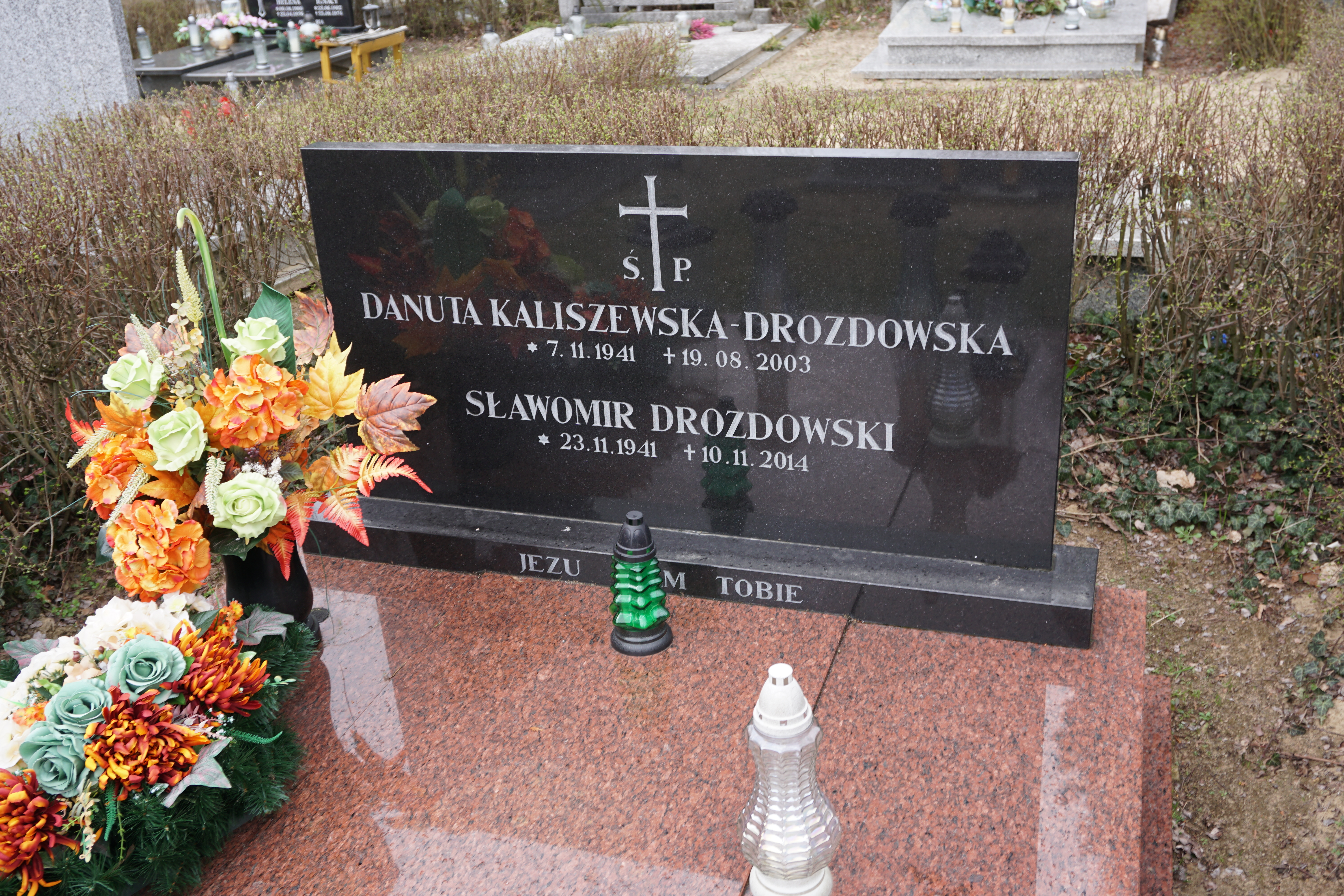
Grób prof. Marii Kaliszewskiej-Drozdowskiej na cmentarzu Miłostowo

Maria Kaliszewska-Drozdowska (ur. 7 listopada 1941  w Suchych Lipiach, zm. 19 sierpnia 2003) – polska biolog, profesor UAM.

## Życiorys
Córka Mariana i Janiny Ignasińskiej. Urodziła się w miejscowości Suche Lipie (powiat janowski), dokąd rodzina została wysiedlona z Wrześni na początku okupacji hitlerowskiej. W 1959 zdała maturę we wrzesińskim liceum, a w 1964 ukończyła studia na Uniwersytecie im. Adama Mickiewicza w zakresie biologii. Specjalizowała się w antropologii. W 1970 uzyskała stopień naukowy doktor, a w 1980 habilitowała się na podstawie pracy Stan biologiczny i akceleracja rozwoju noworodków. Była autorką wielu opracowań i publikacji naukowych. za co uhonorowano ją Nagrodą Indywidualną III st. Ministra Nauki i Szkolnictwa Wyższego i Techniki oraz wyróżnieniami w zespole. Do jej dorobku należą również podręczniki i monografie naukowe.

## Życie prywatne
Była żoną Sławomira Drozdowskiego i miała z nim dwoje dzieci: Małgorzatę i Bartłomieja. Zmarła 19 sierpnia 2003 i została pochowana na Miłostowie w Poznaniu (pole 34, kwatera 3).

## Wyróżnienia
- Nagroda Indywidualna III st. Ministra Nauki i Szkolnictwa Wyższego i Techniki